# 김성철 (농구인)
김성철(1976년 5월 14일 ~ )은 현 원주 DB 프로미의 코치이다. 포워드를 맡고 있으며, 배번은 13번을 사용한다. 경희대학교 학사과정을 거쳤다. 1999년 SBS 스타즈에서 1라운드 4순위로 입단하며 데뷔하였고 그 해 신인상을 얻었다. 그 후 전자랜드 블랙슬래머를 거쳐 다시 KT&G 카이츠에 오게 되었다. 2010년 아시안게임 농구 은메달을 획득하게 되었다. 그리고 2년 후 2012년 4월 6일 프로데뷔 13년 만에 첫 우승을 안았다. 2012~2013 시즌 이후 은퇴하여, 2013~2014시즌부터 2014~2015시즌까지 코치로 활동했다. 2014~2015시즌 후 모교인 경희대학교 코치로 선임되었다.
- 1999년 ~ 2006년 안양 SBS 스타즈/KT&G 카이츠
- 2006년 ~ 2009년 인천 전자랜드 블랙슬래머/엘리펀츠
- 2009년 ~ 2013년 안양 KT&G 카이츠/KGC인삼공사